# Smaragdbuikpluimbroekje
Het smaragdbuikpluimbroekje (Eriocnemis aline) is een vogel uit de familie Trochilidae (kolibries). Net als de andere pluimbroekjes is deze vogel een bewoner van vochtige bergbossen in de Andes.

## Kenmerken
De vogel is 8 tot 9 cm lang en weegt 4,0 tot 4,5 g. De vogel is overwegend glanzend groen, naar onderen toe geleidelijk overgaand in blauw. Kenmerkend is een witte vlek boven op de borst en de witte donsveertjes aan de pootjes (het pluimbroekje). De dunne snavel is zwart en recht. De ondersoort E. a. dybowskii is iets groter en de witte vlek is wat minder duidelijk.

## Verspreiding en leefgebied
Deze soort komt voor van Colombia tot centraal Peru en telt twee ondersoorten:
- E. a. aline: oostelijk Colombia en oostelijk Ecuador.
- E. a. dybowskii: noordelijk en centraal Peru.

Het leefgebied ligt tussen de 2300 en 2800 m boven de zeespiegel in nevelwouden.

## Status
De grootte van de wereldpopulatie is niet gekwantificeerd. De vogel is weinig algemeen tot schaars en neemt in aantal af. Echter, het tempo ligt onder de 30% in tien jaar (minder dan 3,5% per jaar). Om deze redenen staat het smaragdbuikpluimbroekje als niet bedreigd op de Rode Lijst van de IUCN.